# Комендар Василь Іванович
Коменда́р Василь Іванович (нар. 2 березня 1926, Буштино, тепер Тячівський район — пом. 24 червня 2015, м. Ужгород) — український ботанік, доктор біологічних наук, професор Ужгородського національного університету та Національного університету «Києво-Могилянська академія», Науковий керівник Міжвідомчої науково-дослідної лабораторії охорони природних екосистем, заслужений діяч науки і техніки України, голова секції екології Закарпатського наукового осередку ім. Т. Шевченка, один з ініціаторів створення АН ВШ України.

Пам'ятна таблиця на будинку Біологічного факультету в Ужгороді по вул. Волошина, 32

## Вибрані праці
- Комендар В. И. Растительность горного хребта Черногора в Восточных Карпатах и ее значение в народном хозяйстве. Автореферат. К., 1954.
- Комендар В. I. Характер верхньої межі лісу на хребті Чорногора в Радянських Карпатах. — Ботанічний журнал АН УРСР, т. XII, № 4. К-, 1955.
- Комендар В. І. До питання про динаміку рослинних поясів у Східних Карпатах. — Ботанічний журнал АН УРСР, т. XIX, № 4, К-, 1957.
- Комендар В. И. Форпосты горных лесов. Ужгород, «Карпати», 1966.
- Комендар В. І., Скунць П. М., Гнатюк М. Ю. Зелені перлини Карпат. — Ужгород: Карпати, 1985. — 88 с.
- Карпатські сторінки Червоної книги України. / Авторський колектив: Гапоненко М. В., Комендар В. І., Смолінська М. О., Термена Б. К., Турлай О. І., Чорней І. І. та ін. — К.: Фітосоціоцентр, 2002. — 280 с.
- Комендар В. I. Лікарські рослини Карпат. Дикорослі та культурні.- Ужгород, Мистецька лінія, 2007.- 504 с.